# Halieutaea indica
Halieutaea indica är en fiskart som beskrevs av Annandale och Jenkins, 1910. Halieutaea indica ingår i släktet Halieutaea och familjen Ogcocephalidae. Inga underarter finns listade i Catalogue of Life.